# Rogelio Farías
Rogelio Farías Salvador (13 d'agost de 1949) és un exfutbolista xilè.

## Selecció de Xile
Va formar part de l'equip xilè a la Copa del Món de 1974.